# Règles pour la description des documents d'archives
Les Règles pour la description des documents d'archives (RDDA) sont les règles générales en usage au Canada permettant d'assurer la cohérence et l'uniformité du processus de description des documents d'archives, quel que soit le niveau de description, en fonction de principes archivistiques tels que le principe de respect des fonds.
Les RDDA ont été créées à partir des RCAA, qui sont les Règles de catalogage anglo-américaines. La première édition, mise au point par le Comité de planification des normes de description, est parue en 1990. Une révision a été effectuée en 2008.

## Histoire des RDDA
Avant les RDDA, L’École de bibliothéconomie de l’Université de Montréal et l’Association canadienne des bibliothécaires de langue française avaient publié pour norme les Règles de catalogage anglo-américaine en 1973, version française de l’Anglo-Americain Cataloging Rule de 1967.
Entre 1975 et 1985, un mouvement de collaboration se met en place pour créer une structure nationale d’archives qui amorce l’étude de la situation des archives à la suite du rapport Symons rédigé par un groupe de travail sur l’histoire canadienne. Dans le rapport, le professeur Symons énonce des recommandations. Notamment, il relève l’importance du leadership que doivent exercer les Archives nationales du Canada dans la communauté archivistique et il affirme la nécessité d’établir une législation. De plus, il propose de créer un réseau de dépôts d’archives canadien en plus de souligner l’importance de mettre en place une formation en archivistique.
Le Conseil canadien des archives est créé en 1985. En collaboration avec le Bureau canadien des archivistes, le Conseil met sur pied le Groupe de travail canadien sur les normes de description en archivistique. Le Groupe de travail est chargé de proposer des recommandations pour l’élaboration de principes directeurs et de normes de description archivistiques. Par la suite, le Comité de planification des normes de description (CPDN) est constitué afin d’élaborer les normes de descriptions en fonction des recommandations formulées par le Groupe de travail canadien. Le CPDN regroupait l’Association des archivistes du Québec (AAQ) et l’Association of Canadian Archivists (ACA). Leurs membres se sont rencontrés pour une première réunion le 16 janvier 1987,.
Le Comité sous la responsabilité du Conseil canadien des archives et du Bureau canadien des archivistes a fait paraître la première Règle de description des documents d’archives en 1990. Les chapitres ont été publiés à mesure de leur rédaction et de leur approbation jusqu’en 1995. Différents groupes de travail ont été formés pour produire un ensemble de règles pour les fonds d’archives et pour des catégories particulières auxquelles se sont ajoutées plus tard des règles pour tous les types de supports documentaires à tous les niveaux de description.
En 1996, le Comité canadien de description archivistique prend la relève et assure désormais la mise à jour des RDDA ce qui amène à l’enrichissement des règles vers une normalisation accrue des descriptions et un meilleur accès aux fonds et aux collections par les usagers des services d’information.
En 2001, un désir d'harmoniser les normes de description en Amérique du Nord regroupe le Canada et les États-Unis et forme le Canada-US Task Force on Archival Description (CUSTARD). Le rapport de 2003, fruit de ce travail conjoint, proposait une révision de la norme canadienne pour la création des RDDA2, après un bon nombre d’années et de divergence d’opinions un consensus est trouvé et une révision voie le jour en 2008.

## Principes de base
Les RDDA reposent sur ces principes de base:
- La description doit répondre aux besoins des chercheurs de l’institution.
- La description aux différents niveaux devrait être intégrée et s’appuyer sur des règles communes.
- Le respect des fonds est le fondement de la classification et de la description archivistique.
- Le créateur du fonds doit être décrit.
- La description doit refléter la classification.

La description archivistique repose donc sur le principe de respects des fonds, c’est-à-dire que les archives provenant d’une personne physique ou morale ne peuvent pas être mélangés avec des archives d’une autre provenance et qu'elles doivent conserver le mode de classification établie. Ainsi, un fond doit, au préalable, être classifié avant de pouvoir entamer la description, puisque la classification est la base de cette dernière.
Les RDDA peuvent, donc, porter sur la description des fonds, des collections, des séries ou des pièces isolées. La description reflète la structure de classification d'une unité archivistique et suit un ordre hiérarchique, dans lequel chaque niveau correspond à un niveau de description :
- Le fonds
- La série
- La collection
- Le dossier
- La pièce

La description à plusieurs niveaux est recommandée pour les ensembles de documents, en allant du général au particulier. Seules les informations pertinentes à un certain niveau de description doivent être données et les relations entre les niveaux doivent être représentées de façon à montrer le lien existant entre eux.

## Structure des RDDA
Les RDDA se divise en deux parties :

### Première partie: Description
Cette partie est composée de 13 chapitres où le premier établi les règles générales de la description et les suivant précises ces règles en fonction des catégories de documents,:
- Chapitre 1 : Règles générales
- Chapitre 2 : Fonds à supports multiples
- Chapitre 3 : Documents textuels
- Chapitre 4 : Document iconographiques
- Chapitre 5 : Documents cartographiques
- Chapitre 6 : Dessins d’architectures et dessins techniques
- Chapitre 7 : Images en mouvement
- Chapitre 8 : Documents sonores
- Chapitre 9 : Documents informatiques
- Chapitre 10 : Documents sur microformes
- Chapitre 11 : Objets
- Chapitre 12 : Documents philatéliques
- Chapitre 13 : Pièces isolées

### Deuxième partie: Catégories d'accès, les vedettes et les renvois
La deuxième partie traite de la sélection des catégories d'accès et les trois chapitres suivants abordent, quant à eux, la présentation des noms propres, puis le chapitre 26 porte sur les renvois entre les formes de noms. Une annexe finalise cette deuxième partie et porte une attention particulière à l’emploi des majuscules, des abréviations et des chiffres, il contient aussi un glossaire.
- Chapitre 20 : Introduction
- Chapitre 21 : Choix d’accès à la description
- Chapitre 22 : Vedettes de personnes physiques
- Chapitre 23 : Nom de lieux
- Chapitre 24 : Vedettes de personnes morales
- Chapitre 26 : Renvois
- Annexes

## Les zones de description
Outre les règles générales, la notice descriptive se divise en 9 zones spécifiques qui sont réglementées. Bien que similaires aux zones des RCAA, leur contenu diffère pour s'adapter aux particularités des archives,.

### Zone du titre et de la mention de responsabilité
Correspond à la règle 1.1 des RDDA. Le titre d'une unité archivistique peut être transcrit, mais s'il est composé, le genre de document est indiqué. Par exemple, au niveau d'une série, la mention « série » débutera le titre.

### Zone de l'édition
Correspond à la règle 1.2 des RDDA, elle est utilisée uniquement au niveau de la pièce et elle fait la mention de l'existence de deux ou plusieurs versions ou bien d'une ou plusieurs copies d'un même document.

### Zone des précisions relatives à la catégorie de documents
La règle 1.3 des RDDA réfère au chapitre pertinent lorsque l'on doit décrire une catégorie particulière de document. [Voir Structure des RDDA].

### Zone des dates de création, de publication, de diffusion
La zone 1.4 des RDDA concerne les dates des unités archivistiques. Lorsque le niveau de description porte sur des fonds, des séries ou des dossiers, on transcrit la date de création uniquement. Au niveau de la pièce, on peut indiquer la date de création ou les données concernant le lieu, le nom et la date de publication, de diffusion et de parution.

### Zone de la collation
La règle 1.5 sert à décrire l'étendue hiérarchique, soit les fonds, les séries, les dossiers et le nombre de pièces ainsi que les catégories de documents compris dans l'unité archivistique.

### Zone de la collection
La zone 1.6 sert uniquement lorsqu’une pièce contient le nom d’une collection d’un éditeur commercial ou d’un artiste.

### Zone de la description des documents d'archives
La zone 1.7 des RDDA est en trois parties, d'abord, elle inscrit l'histoire administrative/notice bibliographique donnant des informations sur le contenu, l'histoire, le transfert de propriété et de conservation, puis la section portée et contenu qui fournit le contexte, la structure interne du fonds et les types de documents qu'il contient.

### Zone des notes
La règle 1.8 des notes renseigne sur les différents aspects de la description qui n’a pas pu être indiquée dans les autres zones, elle contient aussi les informations pour la gestion des fonds d’archives.

### Zone du numéro normalisé
La zone 1.9 est utilisée au niveau de la pièce seulement pour consigner le numéro international normalisé à cette pièce, soit l'ISBN ou pour les séries (ISSN).
Chaque zone indique la source d'information à utiliser; une information provenant d'une autre source doit être mise entre crochets.
Pour ce qui est des zones de titre et mention de responsabilité, d'édition, de dates de création (ou de publication, de diffusion) et de la zone de collection, l'information est transcrite dans la langue de l'unité observée.
L'information est reproduite telle qu'elle apparaît sur le document, même s'il s'y trouve une inexactitude ou une graphie fautive. Dans un tel cas, l'erreur peut être signalée en inscrivant « [sic] » à la suite de celle-ci.
Tout comme pour la norme ISBD, les zones, à l'exception de la première, sont précédées d'une ponctuation particulière : un point et un tiret, précédé et suivi d'un espace (. – ).

## Structure de la description

### Au niveau du fonds, de la série, de la collection ou du dossier[4]
- Titre et mention de responsabilité
- Précisions
- Date(s) de création
- Collation
- Description des documents d'archives
- Notes

### Au niveau de la pièce[4]
- Titre et mention de responsabilité
- Édition
- Précisions relatives à la catégorie de documents
- Date(s) de création, publication, distribution, etc.
- Collation
- Collection
- Description des documents d'archives
- Notes
- Numéro normalisé

## Initiatives internationales
Les initiatives d’élaboration de règles communes pour les descriptions archivistiques ont débuté dans les années 1980.
Aux États-Unis, Stevens L. Hensens a rédigé le manuel Archives, Personal Papers, and Maduscripts (APPM) en 1983. Le manuel a été révisé et publié en 1989 : Archives, Personal Papers, and Manuscripts : A Cataloging Manual for Archival Repositories, Historical Societies, and Manuscript Libraries (APPM2). APPM est la première norme adoptée par le conseil de la Société des archivistes américains (SAA).
Au Royaume-Uni, Michael Cook a publié le Manuel de description archivistique (MAD) en 1986 dans le but de formaliser les principes généraux de la description archivistique. Une seconde édition du manuel a été publiée par Michael Cook en 1989.

### Commission ad hoc
En octobre 1988, la tenue d’une réunion d’experts est initiée par le Conseil International des Archives et les Archives nationales du Canada (ICA). Au terme de la réunion, il est jugé nécessaire d’élaborer des normes internationales de description archivistique ; la prise de conscience sur l’importance des normes de description archivistique doit se répandre à l’international. Par conséquent, le Conseil International des Archives est chargé de mettre en place un groupe de travail dédié.
En 1990, le conseil exécutif de l’ICA constitue la commission ad hoc dans le but d’élaborer des normes de description internationales. En 1994, la Norme générale pour la description archivistique, ISAD(G) est publiée. En 1996, la Norme internationale relative aux notices d’autorité archivistiques pour les collectivités, personnes et familles ou ISAAR(CPF) est publiée et présentée lors du Congrès international de Pékin sur les archives.

### Comité sur les normes de description
Lors du Congrès de Pékin, la commission ad hoc devient un comité permanent soit le Comité sur les normes de description (CDS). Dans le cadre de leur mandat, le Comité révise la norme ISAD(G) qui est présentée en septembre 2000 lors du 14e Congrès international de Séville sur les archives. La deuxième édition de la norme ISAD(G) est publiée en cinq langues (anglais, français, italien, espagnol et portugais). La norme ISAAR(CPF) est révisée par le CDS lors de leur mandat suivant. La deuxième édition est publiée au Congrès international des archives de Vienne en 2004.
Pendant le Congrès de Vienne, le comité des normes et bonnes pratiques est créé et il se fusionne au comité de l’ICA (ICA/CBPS). Le CBPS fait adopter la norme internationale pour la description des institutions de conservation des archives (ISDIAH) et la norme internationale pour la description des fonctions (ISDF) en 2008 lors du Congrès international des archives de Kuala Lumpur en Malaisie.

## Objectif ultime
La normalisation des descriptions des archives avait pour objectif ultime de permettre la diffusion des fonds d’archives au-delà du dépôt où ils sont conservés. Pour ce faire, les différents réseaux provinciaux d’archives et du Conseil canadien des archives ont créé des bases de données de description.
Au Québec, la base de données RDAQ (Réseau de diffusion des archives du Québec) a été mise en place par le Réseau des services d’archives du Québec (RAQ) en collaboration avec Bibliothèque et Archives nationales du Québec (BAnQ).
Au Canada, la base de données RCIA (Réseau canadien d’information archivistique) a été mise en place par le Conseil canadien des archives.

## Avenir des RDDA
Le 4 février 2016, le Comité canadien de description archivistique a convoqué une réunion à la Bibliothèque et Archives Canada (BAC) à Ottawa sur l’avenir des RDDA. À la conclusion de la discussion, il y a eu une recommandation sur la préservation d'une norme de description des archives et des propositions de révisions telles que l'abandon des règles de ponctuation obligatoire, l'harmonisation avec la norme de description d'archives internationales de L'ICA et plus.
Le maintien et l'avenir des Règles pour de descriptions des documents d'archives continues d'être remis en question surtout quant à sa pertinence et son manque de flexibilité dans les réalités archivistiques actuelles et l'afflux de l'information numérique. D'autres encore, aborde le manque de personnel archivistiques tenant compte de l'intégration d'une pensée d'équité et de réconciliation.